# Десант біля коси Вербової
Десант біля коси Вербової — радянський військовий десант на Таманському півострові, відбувся 1 травня 1943 року, був здійснений силами Азовської військової флотилії у перебігу нацистсько-радянської війни.

## Передумови
Кінцем квітня — початком травня 1943 року підрозділи 9-ї радянської армії (котрою керував генерал Костянтин Коротеєв) Північно-Кавказького фронту здійснюють наступальну операцію, метою якої було прорвати прибережну оборонну лінію 17-ї німецької армії (так звана «Блакитна лінія»), котра виходила до Азовського моря біля коси Вербової — північніше Темрюка. Місцина, де проводився наступ, була важкопрохідною, доводилося долати плавні та перетинати лимани, що сповільнювало просування військ. Для пришвидшення наступу командуючий фронтом генерал Іван Петров наказує командиру Азовської флотилії контр-адміралу Сергію Горшкову здійснити десантування на косу Вербову. До складу десанту виділялося 238 бійців із 41-ї стрілецької дивізії НКВС.

## Перебіг десанту
Висадження здійснювалося з 2-х патрульних катерів, котрі були при десантуванні виявлені німецькими силами. На березі радянські бійці дізналися, що тут була створена протидесантна оборона — про що не повідомляла радянська розвідка — там розміщалася артилерійська батарея, кулеметні гнізда та прожектори, біля берега патрулював німецький патрульний катер.
Близько 3-ї години ночі 1 травня десант висаджується та переховується у прибережних плавнях, здійснивши обхідний маневр, на ранок десантники атакують німецькі сили з тилу. Радянські катери залишилися в місці висадки та відводять увагу на себе, ведуть артилерійську перестрілку, знищивши прожектори. Німецький катер, що підійшов до місця бою був обстріляний, зазнав значних ушкоджень через прямі потрапляння та викинувся на берег, радянські моряки його переслідували та полонили екіпаж. Радянські катери зазнали не вельми значних ушкоджень та продовжували брати участь у бою — на світанку, після початку атаки десантників, катери здійснювали артилерійську підтримку, також прикриття з неба проводили винищувачі 8-ї повітряної армії.
Десантні дії були вдалими, німецьку оборону подолано, вдень для підкріплення прибуває загін річкових напівглісерів Азовської флотилії, цим самим значно полегшилися дії десанту — напівглісери вільно пересувалися неглибокими плавнями, моряки з кулеметів обстрілювали противника, довозили набої та відвозили поранених.
В той же час було проведено відволікаючий десант — 35 бійців трьома групами висаджуються в ніч з 30 квітня на 1 травня біля села Варварівка під веденням капітана Дмитра Калініна з метою створити враження, що наступ почався на цій ділянці. В бою було вбито до 30 німецьких вояків, Калінін підірвав себе, з відволікаючого десанту загинуло до 20 моряків, ті, що вижили, пробралися через 2 тижні до Новоросійська під керівництвом мічмана Миколи Земцова, збираючи розвідувальні дані.
Протягом 1 травня частини 9-ї армії просунулися вглиб нацистської оборони на кілька кілометрів, витіснивши противника з прибережної ділянки та значної частини коси Вербової. Радянські частини займають досить зручний рубіж, з якого згодом переходить у наступ під час Новоросійсько-Таманської операції.
Десант біля коси Вербової став першою десантною операцією Азовського флоту після його відновлення в лютому 1943 року.
Командир румунського загону, котрий ніс оборону прибережної лінії, наказав поховати Дмитра Калініна з належними офіцерськими почестями.